# Oxyanthus doucetii
Espèce
Oxyanthus doucetii est une espèce de plantes de la famille des Rubiaceae et du genre Oxyanthus, endémique du Cameroun.

## Étymologie
L'épithète spécifique doucetii rend hommage au professeur Jean-Louis Doucet, spécialiste des forêts tropicales d'Afrique centrale.

## Description
C'est un arbrisseau d'environ 5 m de hauteur, avec des branches horizontales, qui pousse à la lisière des forêts.

## Distribution
L'espèce a été observée au Cameroun le 28 avril 1975 par J.J.F.E. de Wilde sur la route entre Ebolowa et Minkok, dans la région du Sud. Elle a été décrite à plusieurs reprises dans les années 2000, à nouveau dans la même région et dans celle du Centre